# The Angel and the Gambler
Singles de Iron Maiden
Virus Futureal
The Angel and the Gambler est un single du groupe de heavy metal britannique Iron Maiden.

## Pistes
1. The Angel and the Gambler (edit) – 6 min 4 s
2. Blood on the World’s Hands (live) – 6 min 5 s
3. The Aftermath (live) – 6 min 43 s

## Crédits
- Blaze Bayley – chant
- Dave Murray – guitare
- Janick Gers – guitare
- Steve Harris – basse
- Nicko McBrain – batterie